# 다단계 반응
다단계 반응(stepwise reaction)은 하나 이상의 반응 중간체가 있어 2단계 이상으로 진행되는 화학 반응이다.

## 같이 보기
- 화학 반응
- 반응 속도식
- 속도 결정 단계
- 화학 반응속도론